# قود جيل ربض (يهر)

تعديل مصدري - تعديل

قود جيل ربض هي إحدى قرى عزلة يهر بمديرية يهر التابعة لمحافظة لحج، بلغ تعداد سكانها 179 نسمة حسب تعداد اليمن لعام 2004.